# Роман Черепкай
Роман Черепкай (словац. Roman Čerepkai, 6 квітня 2002, Братислава) — словацький футболіст, нападник клубу «Слован» (Братислава).

## Клубна кар'єра
Вихованець братиславського «Слована». У першій половині 2019 року виступав за юнацьку команду U-17 італійського клубу «Сампдорія», після чого повернувся до «Слована», де з командою до 19 років брав участь у Юнацькій лізі УЄФА 2019/20, зігравши у всіх чотирьох іграх своєї команди на турнірі.
З 2021 року став залучатись до матчів резервної команди, що грала у Другій лізі. На початку 2022 року Черепкай відправився з основною командою на тренувальний збір до Туреччини, а вже 15 березня дебютував за клуб у офіційному матчі вийшовши на заміну на 85-й хвилині замість Івана Шапоньїча у чвертьфіналі Кубка Словаччини проти клубу ВіОн (2:0). За підсумку того сезону виграв з командою національний чемпіонат, втім на поле так жодного разу і не вийшов.

## Виступи за збірну
У 2018—2019 роках Черепкай зіграв 6 ігор у складі юнацької збірної Словаччини до 17 років і забив 3 голи.

## Досягнення
- Чемпіон Словаччини: 2021/22